# Прескот (Вашингтон)
Прескот (енгл. Prescott) град је у америчкој савезној држави Вашингтон. По попису становништва из 2010. у њему је живело 318 становника.

## Демографија
Према попису становништва из 2010. у граду је живело 318 становника, што је 4 (1,3%) становника више него 2000. године.
| Група             | 2000.       | 2010.       |
| Белци             | 293 (93,3%) | 280 (88,1%) |
| Афроамериканци    | 1 (0,3%)    | 2 (0,6%)    |
| Азијати           | 0 (0,0%)    | 0 (0,0%)    |
| Хиспаноамериканци | 13 (4,1%)   | 30 (9,4%)   |
| Укупно            | 314         | 318         |